# Édouard Vanderheyden à Hauzeur
Antoine Nicolas Edouard Vanderheyden à Hauzur (Luik, 18 maart 1799 - 8 maart 1863) was een Belgisch senator.

## Levensloop
Hij was een zoon van Nicolas Vanderheyden (1771-1833) en van Agnès Simonon (1772-1853). Nicolas was advocaat, leraar geschiedenis en raadsheer bij het Hoger Hof van Justitie in Luik. Edouard trouwde met Emilie Lesoinne (1808-1879). Hij was een neef van senator Lambert Vanderheyden à Hauzeur, de schoonzoon van volksvertegenwoordiger Maximilien Lesoinne en de schoonbroer van volksvertegenwoordiger Charles Lesoinne. Zijn zoon Adolphe Vanderheyden à Hauzeur (1838-1909), voorzitter van de Société royale Asturienne des mines, werd in 1908 opgenomen in de erfelijke Belgische adel.
Hij studeerde af in 1818 aan de faculteit wijsbegeerte en wiskunde van de Universiteit van Luik. Hij werd directeur van de maalderij E. Hauzeur et Compagnie in Sclessin. Hij werd ook bestuurder-directeur van de Société pour le commerce et la préparation des bois indigènes et exotiques à Sclessin. Hij was ook bestuurder van:
- Charbonnages du Val Benoît,
- Compagnie royale Asturienne des mines.

Van 1858 tot 1860 was hij provincieraadslid voor de provincie Luik. In 1860 werd hij liberaal senator voor het arrondissement Luik en vervulde dit mandaat tot aan zijn dood.